# 松浦信桯
松浦 信桯（まつら のぶきよ）は、江戸時代中期の旗本。小普請奉行、長崎奉行、大目付などを歴任した。

## 経歴
元文元年（1736年）松浦篤信の十一男として生まれた。宝暦元年（1751年）12月7日徳川家重に御目見し、宝暦10年（1760年）9月26日家督を継ぎ、宝暦11年（1761年）書院番、明和2年（1765年）3月11日進物役、明和3年（1766年）12月15日中奥番士、明和6年（1769年）11月24日目付となった。安永5年（1776年）7月7日浜御殿で失火があった際過失により謹慎し、30日許された。10月24日仙洞付となり、安永6年（1777年）1月3日従五位下越中守に叙任された。
安永9年（1780年）6月17日新番頭、天明元年（1781年）4月26日小普請奉行。天明5年（1785年）相次いで急死した土屋正延・戸田氏孟に代わり、7月24日急遽長崎奉行となり、唐人屋敷・伊良林郷・馬場郷で相次いだ火災の対応、三国丸の建造、長崎会所の改築、立山麓における武具庫の建設、唐人屋敷の外囲い拡大等を行った。天明7年（1787年）3月12日大目付となり、寛政2年（1790年）琉球使節応対に関わった。
文化10年（1813年）死去した。墓所は東京都練馬区広徳寺。

## 親族
- 実父：松浦篤信[1]
- 実母：松村氏[1]
- 養父：松浦信正[1]
- 先妻：松浦求馬信秀娘[1]
- 後妻：大友孫三郎義武娘[1]
  - 長男：松浦与次郎信好 - 小姓組[1]。
  - 長女：渡辺喜右衛門孝妻[1]
  - 次男：野津定之丞信友[1]
  - 次女：池内丹左衛門光忠養女[1]
  - 三女[1]
  - 四女[1]